# Liste der Kulturdenkmale in Gelenau (Kamenz)
In der Liste der Kulturdenkmale in Gelenau sind die Kulturdenkmale des Kamenzer Ortsteils Gelenau verzeichnet, die bis Juli 2017 vom Landesamt für Denkmalpflege Sachsen erfasst wurden (ohne archäologische Kulturdenkmale). Die Anmerkungen sind zu beachten.

## Gelenau
| Bild           | Bezeichnung                                                        | Lage                               | Datierung                 | Beschreibung | ID       |
| -------------- | ------------------------------------------------------------------ | ---------------------------------- | ------------------------- | --- | -------- |
|                | Schule mit angebautem Nebengebäude                                 | Hauptstraße 2 (Karte)              | 1909                      | Zeittypischer Putzbau mit Mansarddach mit Fledermausgaupe, Dachreiter und Wetterfahne, baugeschichtlich und ortsgeschichtlich von Bedeutung | 09221598 |
|                | Wohnstallhaus                                                      | Hauptstraße 14 (Karte)             | 2. Hälfte 18. Jahrhundert | Obergeschoss Fachwerk verbrettert, Traufseite Lehmausfachung, baugeschichtlich von Bedeutung                                                | 09221605 |
| Weitere Bilder | Denkmal für die Gefallenen des Ersten Weltkrieges, mit Einfriedung | Hauptstraße 15 (gegenüber) (Karte) | Nach 1918                 | Ortsgeschichtlich von Bedeutung | 09221604 |
|                | Westliches Seitengebäude eines Vierseithofes, mit Oberlaube        | Hauptstraße 39 (Karte)             | 1. Hälfte 18. Jahrhundert | Fachwerkbau, singulär, baugeschichtlich von Bedeutung                                                                                       | 09221613 |
|                | Wohnhaus                                                           | Hauptstraße 45 (Karte)             | 1. Hälfte 19. Jahrhundert | Obergeschoss Fachwerk, Giebel verbrettert und verkleidet, baugeschichtlich von Bedeutung, Fenster im Erdgeschoss vergrößert                 | 09221618 |
|                | Wohnstallhaus                                                      | Hauptstraße 51 (Karte)             | Um 1800                   | Obergeschoss Fachwerk, Giebel verbrettert, baugeschichtlich von Bedeutung, verändert                                                        | 09221619 |
|                | Wohnstallhaus mit Einfriedung in prägnanter Ecklage                | Hauptstraße 55 (Karte)             | 1. Hälfte 19. Jahrhundert | Obergeschoss Fachwerk verbrettert, baugeschichtlich und ortsbildprägend von Bedeutung                                                       | 09223216 |

## Tabellenlegende
- Bild: Bild des Kulturdenkmals, ggf. zusätzlich mit einem Link zu weiteren Fotos des Kulturdenkmals im Medienarchiv Wikimedia Commons. Wenn man auf das Kamerasymbol klickt, können Fotos zu Kulturdenkmalen aus dieser Liste hochgeladen werden:
- Bezeichnung: Denkmalgeschützte Objekte und ggf. Bauwerksname des Kulturdenkmals
- Lage: Straßenname und Hausnummer oder Flurstücknummer des Kulturdenkmals. Die Grundsortierung der Liste erfolgt nach dieser Adresse. Der Link (Karte) führt zu verschiedenen Kartendiensten mit der Position des Kulturdenkmals. Fehlt dieser Link, wurden die Koordinaten noch nicht eingetragen. Sind diese bekannt, können sie über ein Tool mit einer Kartenansicht einfach nachgetragen werden. In dieser Kartenansicht sind Kulturdenkmale ohne Koordinaten mit einem roten bzw. orangen Marker dargestellt und können durch Verschieben auf die richtige Position in der Karte mit Koordinaten versehen werden. Kulturdenkmale ohne Bild sind an einem blauen bzw. roten Marker erkennbar.
- Datierung: Baubeginn, Fertigstellung, Datum der Erstnennung oder grobe zeitliche Einordnung entsprechend des Eintrags in der sächsischen Denkmaldatenbank
- Beschreibung: Kurzcharakteristik des Kulturdenkmals entsprechend des Eintrags in der sächsischen Denkmaldatenbank, ggf. ergänzt durch die dort nur selten veröffentlichten Erfassungstexte oder zusätzliche Informationen
- ID: Vom Landesamt für Denkmalpflege Sachsen vergebene, das Kulturdenkmal eindeutig identifizierende Objekt-Nummer. Der Link führt zum PDF-Denkmaldokument des Landesamtes für Denkmalpflege Sachsen. Bei ehemaligen Kulturdenkmalen können die Objektnummern unbekannt sein und deshalb fehlen bzw. die Links von aus der Datenbank entfernten Objektnummern ins Leere führen. Ein ggf. vorhandenes Icon  führt zu den Angaben des Kulturdenkmals bei Wikidata.